# Гай Хелвидий Приск (консул 87 г.)
Гай Хелвидий Приск (на латински: Gaius Helvidius Priscus; * 55; † 96) е сенатор и политик на Римската империя.
Произлиза от клон Приск на фамилията Хелвидии. Син е на стоик-философа Гай Хелвидий Приск (претор 70 г.) и на Фания, дъщеря на философа-стоик Публий Клодий Тразеа Пет.
Приск става суфектконсул през 87 г. Женен е за Антея и има син Публий Хелвидий Приск (* 85), който се жени за Плавция Квинктилия и става баща на Хелвидия Присцила (* 115), която става майка на Луций Валерий Месала Тразеа Попликола Хелвидий Приск (140 – 170).